# Вірі-Шатійон (кантон)
Вірі́-Шатійо́н (фр. Viry-Châtillon) — кантон у Франції, в департаменті Ессонн регіону Іль-де-Франс.

## Склад кантону
Кантон включає в себе 1 муніципалітет:
| Муніципалітет | Площа | Населення, осіб | Рік  |
| ------------- | ----- | --------------- | ---- |
| Вірі-Шатійон  | 6,07  | 31249           | 2007 |

## Консули кантону
| Період    | Консул          | Посада                                            |
| --------- | --------------- | ------------------------------------------------- |
| 1982—2001 | Jacques Chastel | Мер муніципалітету Вірі-Шатійон                   |
| 2001—2008 | Gabriel Amard   | Мер муніципалітету Вірі-Шатійон                   |
| 2008—2014 | Paul da Silva   | Перший засупник мера муніципалітету Віньє-сюр-Сен |

| Франція | Це незавершена стаття з географії Франції. Ви можете допомогти проєкту, виправивши або дописавши її. |